# Instabilité de Rayleigh-Bénard
L'instabilité de Rayleigh-Bénard, ou convection naturelle est une instabilité thermo-convective susceptible de se développer dans un milieu fluide soumis à un gradient de température déstabilisant. Elle se traduit par la formation de structures convectives appelées cellules de Bénard. Ce problème a été étudié expérimentalement par Bénard et théoriquement par Rayleigh,.

## Principe physique

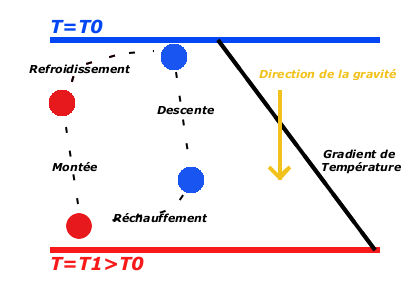
Description du cycle convectif naturel

Soit un fluide contenu entre deux parois parallèles horizontales, soumis à un gradient thermique de sorte que la paroi inférieure soit à une température {\displaystyle T_{1}} supérieure à la température {\displaystyle T_{0}} de la paroi supérieure. Sous l'effet du chauffage de la paroi inférieure, les particules fluides situées à proximité de la paroi inférieure voient leur masse volumique décroître et sous l'effet de la poussée d'Archimède, tendent à remonter vers la paroi supérieure. À partir d'un certain seuil du gradient thermique {\displaystyle \Delta T=T_{1}-T_{0}}, ce mouvement des particules fluides induit une déstabilisation du milieu fluide sous la forme de rouleaux thermo-convectifs aussi appelés cellules de Bénard.

## Formulation mathématique
Les équations qui régissent le problème de Rayleigh-Bénard sont :
- L'équation de conservation de la masse :

{\displaystyle {\vec {\nabla }}\cdot {\vec {v}}=0}
- L'équation de conservation de la quantité de mouvement, dans laquelle a été faite l'approximation de Boussinesq ({\displaystyle {\vec {e}}_{z}} pointant vers le haut) :

{\displaystyle \rho _{0}\left({\frac {\partial {\vec {v}}}{\partial t}}+({\vec {v}}.{\vec {\nabla }}){\vec {v}}\right)=-{\vec {\nabla }}P+\rho _{0}\beta g(T-T_{0}){\vec {e}}_{z}+\mu {\vec {\nabla }}^{2}{\vec {v}}}
- L'équation de la chaleur :

{\displaystyle \rho _{0}C_{v}\left({\frac {\partial T}{\partial t}}+{\vec {v}}.{\vec {\nabla }}T\right)=\lambda {\vec {\nabla }}^{2}T}
avec pour condition aux limites :
- gradient imposé de température {\displaystyle T=T_{1}} en {\displaystyle z=0} et {\displaystyle T=T_{0}} en {\displaystyle z=h}
- condition d'adhérence du fluide aux parois {\displaystyle {\vec {v}}=0} en {\displaystyle z=0} et {\displaystyle z=h}

Les grandeurs physiques qui interviennent dans ce problème sont :
- la masse volumique {\displaystyle \rho _{0}} du fluide à la température {\displaystyle T_{0}}
- le coefficient de dilatation volumique {\displaystyle \beta }
- l'accélération de la pesanteur {\displaystyle g}
- la viscosité dynamique du fluide {\displaystyle \mu }
- la capacité calorifique à volume constant {\displaystyle C_{v}}
- la conductivité thermique {\displaystyle \lambda }

### Dédimensionnalisation
Sous forme adimensionnée les équations s'écrivent :
- Équation de conservation de la masse :

{\displaystyle {\vec {\nabla }}.{\vec {v}}=0}
- Équation de conservation de la quantité de mouvement, dans laquelle a été faite l'approximation de Boussinesq :

{\displaystyle {\frac {1}{\mathrm {Pr} }}\left({\frac {\partial {\vec {v}}}{\partial t}}+({\vec {v}}.{\vec {\nabla }}){\vec {v}}\right)=-{\vec {\nabla }}P+\mathrm {Ra} \,T\,{\vec {e}}_{z}+{\vec {\nabla }}^{2}{\vec {v}}}
- Équation de la chaleur :

{\displaystyle {\frac {\partial T}{\partial t}}+{\vec {v}}.{\vec {\nabla }}T=\lambda \nabla ^{2}T}
Dans l'équation du mouvement apparaît le nombre de Rayleigh
{\displaystyle \mathrm {Ra} ={\frac {\beta gh^{3}(T_{1}-T_{0})}{\nu \kappa }}}
où κ est la diffusivité thermique et ν la viscosité cinématique.
Le nombre Ra est proportionnel au gradient de température. C'est le paramètre qui déterminera la stabilité du système.

## Stabilité et instabilité
La stabilité du régime immobile du système est pilotée par le nombre de Rayleigh Ra, proportionnel au gradient de température. Pour des valeurs de Ra suffisamment petites, le système est stable et le transfert thermique est celui de la conduction. Lorsque le nombre de Rayleigh dépasse le seuil critique Rac ≈ 1708, le système devient instable et l'on observe la formation de structures convectives appelées cellules de Bénard. Il s'agit d'abord de rouleaux, mais si l'on augmente encore la valeur de Ra ces rouleaux sont remplacés par des cellules hexagonales, puis par d'autres avec une succession de régimes et l'apparition d'une convection turbulente voire chaotique. Cette succession ne dépend pas que de Ra, mais aussi d'autres nombres sans dimension dont le nombre de Prandtl.

## Variantes
De nombreuses variantes du problème résolu par Rayleigh ont été étudiées, tant expérimentalement que théoriquement.
Certaines variantes portent sur les conditions aux limites. Dans le problème initial, le système est de longueur et de largeur infinies, et les limites inférieure et supérieure sont des parois solides (avec une condition de non-glissement). Le cas d'une ou deux surfaces libres (avec une condition de continuité des vitesses à l'interface fluide-fluide) a ainsi été résolu théoriquement : la valeur du seuil critique tombe à 1101 pour une surface libre et à 658 pour deux,. Les systèmes limités latéralement ont également été étudiés. Quand la largeur et la longueur sont grandes devant la longueur d'onde calculée par Rayleigh pour les premières instabilités, le seuil critique est pratiquement inchangé, mais il augmente sensiblement si ce n'est plus le cas.
D'autres variantes portent sur les propriétés du fluide, en n'imposant plus qu'elles soient constantes. On a notamment étudié le cas d'une variation du coefficient de dilatation ou de la viscosité avec la température, en vue d'applications à des cas concrets, notamment géophysiques. Ces variantes sont importantes, notamment en ce qui concerne la viscosité qui est souvent une fonction fortement décroissante de la température.